# Paulos Abraham
Paulos Abraham (ur. 16 lipca 2002) – szwedzki piłkarz erytrejskiego pochodzenia grający na pozycji lewego napastnika w Hammarby IF..